# Demetrius Leontieș
Demetrius Leontieș (n. 1917 - d. 1976) a fost un legionar român .
Demetrius Leontieș s-a născut la Vama, Bucovina. Intrat în Frățiile de Cruce de timpuriu, Demetrius (Dumitru) Leontieș ia parte intens la luptele tineretului legionar duse în „orașul de la miază-noapte”, care se mândrea de a fi capitala provinciei bucovinene, Cernăuți. Arestarea Căpitanului Mișcării Legionare, Corneliu Z. Codreanu, în primăvara anului 1938, duce la numeroase proteste în țară, cărora li se alătură și tânărul frate de cruce Demetrius Leontieș, participând la manifestațiile de condamnare a regimului carlist și ale practicilor sale abuzive. Este arestat de agenții Siguranței în același an și rămâne în închisoare până în anul 1940, când este eliberat.
În timpul guvernării legionare, D. Leontieș face parte activă din „Gărzile Încazarmate” (unitățile de elită ale Mișcării Legionare). După lovitura de stat antonesciană, a fost silit, împreună cu alți legionari, să se refugieze în Germania, în fața valului de arestări pornite împotriva cămășilor verzi. Este internat în lagărul de la Rostock și apoi în lagărul de la Buchenwald împreună cu ceilalți camarazi ai săi. După război, își continuă studiile și își ia doctoratul în științe economice.
În exil colaborează intens la numeroase reviste și ziare legionare. A organizat și condus „Cercul de Studii Germano-Român” din Vaterstatten, Germania, aducând o contribuție masivă la cunoașterea realităților crude și a metodelor inumane puse în practică de regimul comunist din țară asupra populației. Horia Sima despre D. Leontiaș: „Suferința celor de-acasă îi domina existența, îl ținea într-o permanentă încordare și îi mobiliza toate resursele sufletului pentru lupta eliberării. Dumitru Leontieș era un chinuit de tragedia neamului, ale cărui gemete i se implantau în inimă ca niște pumnale...” Demetrius Leontieș a murit în Germania în 1976, într-un accident rutier.Demetrius Leontieș este autorul scrierii Prin mlaștini și furtuni (versuri), Editura „Dacia”, Rio de Janeiro, Brazilia, 1969.